# Liste der Monuments historiques in Taxat-Senat
Die Liste der Monuments historiques in Taxat-Senat führt die Monuments historiques in der französischen Gemeinde Taxat-Senat auf.

## Liste der Bauwerke
| Bezeichnung      | Beschreibung              | Standort                            | Kennzeichnung | Schutzstatus | Datum | Bild           |
| ---------------- | ------------------------- | ----------------------------------- | ------------- | ------------ | ----- | -------------- |
| Kirche St-André  | Erbaut im 12. Jahrhundert | Taxat, 4 Rout de Saint-André (Lage) | PA00093309    | Inscrit      | 1942  | weitere Bilder |
| Kirche St-Martin | Erbaut im 15. Jahrhundert | Senat, 94 Route de Senat (Lage)     | PA00093308    | Inscrit      | 1931  | weitere Bilder |